# Léopard (Schiff, 1927)
Die Léopard (deutsch: Leopard) war ein Großzerstörer der Chacal-Klasse für die französische Marine. Das Schiff strandete am 27. Mai 1943 nördlich Bengasi. Das Wrack wurde bei Bergungsversuchen am 19. Juni 1943 zerstört.

## Maschinenanlage
Die Antriebsanlage der Léopard bestand aus fünf Dampfkessel und zwei Dampfturbinen. Diese trieben über zwei Antriebswellen die beiden Schrauben an. Die Maschinen leisteten 55.000 WPS. Damit konnte eine Geschwindigkeit von 35,5 kn (etwa 66 km/h) erreicht werden.

## Bewaffnung
Die Hauptartillerie der Léopard bestand aus fünf Geschützen 13,0 cm L/40 Model 1919 in Einzelaufstellung. Diese Kanone konnte eine 34,85 Kilogramm schwere Granate über eine maximale Distanz von 18.900 m feuern.
Als Flugabwehrbewaffnung verfügte die Léopard bei Indienststellung über vier 7,5-mm-Flugabwehrkanonen des Models 1924 in Einzelaufstellung. Diese befanden sich links und rechts mittschiffs. Da die Chacal-Klasse toplastig war, wurden 1932 beide Geschütze gegen Maschinengewehre vom Typ Hotchkiss M1929 ausgetauscht. Diese wurden in zwei Zwillingslafetten montiert. Für 1939 war geplant die Flak mit 3,7-cm-L/60-Modell-1925-Geschützen zu erweitern. Diese Umrüstung wurde an der Léopard nicht mehr umgesetzt.
Als Torpedobewaffnung verfügte die Léopard über sechs Torpedorohre in zwei Dreiergruppen für den Torpedo Mle 1919D. Zudem verfügte das Schiff über zwei Wasserbombenwerfer am Heck für 20 Guiraud-Mle-1922-200-kg-Wasserbomben und mittschiffs links und rechts je zwei Wasserbombenwerfer für 12 Guiraud-Mle-1922-100-kg-Wasserbomben. Die Werfer links und rechts wurden 1932 aufgrund ihrer ungünstigen Positionierung ausgebaut. Der Platz sollte für Ginocchio-Schlepptorpedos dienen. Das Projekt wurde allerdings 1938 eingestellt.

## Einsätze und Verbleib
Zu Kriegsbeginn gehörte die Léopard zur 2. Großzerstörerdivision (frz. 2ème division de contre-torpeilleurs)(DCT). Am 7. September 1939 wurde sie zum Marinekommando West (frz. Forces maritimes de l’Ouest) abgestellt. Dort war sie im Konvoidienst hauptsächlich zwischen Brest und Gibraltar im Einsatz. Ab dem 22. Mai 1940 war sie wieder der DCT unterstellt. Sie fuhr dort mehrere Einsätze an der französischen Küste und unterstützte die französischen Landtruppen durch Artillerie und die Alliierten bei der Evakuierung von Dünkirchen. Am 3. Juli 1940 lag die Léopard in Portsmouth, als sie im Rahmen der Operation Grasp von einem britischen Marinekommando geentert und beschlagnahmt wurde. Sie wurde am 31. August 1940 von den Briten an die Marine der Freien Französischen Streitkräfte (frz. Forces françaises libres) übergeben. Für sie fuhr die Léopard Einsätze im Indischen Ozean, unter anderem brachte sie Truppen nach La Réunion, um die Vichy-Regierung dort abzusetzen. Ab 1943 war sie im Konvoidienst im Mittelmeer eingesetzt. Am 12. Mai 1943 eskortierte sie einen Konvoi von Malta zurück nach Alexandria. Dieser wurde am 15. Mai von Flugzeugen angegriffen, und während der Angriffe lief die Léopard nahe Bengasi auf Grund. Versuche, das Schiff mit Zement notdürftig abzudichten und einen Kanal in tiefere Gewässer zu graben schlugen, fehl. Das Wetter verschlechterte sich rapide, und am 19. Juni brach das Schiff in zwei Teile. Die Léopard wurde am 1. Juli 1943 zu einem Totalverlust erklärt.